# Caselle Lurani
Caselle Lurani es una localidad y comune italiana de la provincia de Lodi, región de Lombardía, con 2.244 habitantes.

## Evolución demográfica
| Gráfica de evolución demográfica de Caselle Lurani entre 1861 y 2001 |
|                                                                      |
| Fuente ISTAT - elaboración gráfica de Wikipedia                      |